# 存有 (佛教)
有（Asti），佛教術語，為存在、實有之意。說一切有部的字根來自於此。

## 字源
有（asti）是個梵文動詞，源自於梵文動詞字根अस्（as），與有情（sattva）、諦（Satya）來自相同字根。與英語：、古希臘語：（eimí）、德語：、法語：、西班牙語：皆源自同一個原始印歐語系詞*h₁es-。其反義字為（nāsti）。
它與十二緣起中的有（bhāva），意義接近。學者金克木認為，這兩個字的意義雖然接近，但是有（Asti）的意義偏於靜態，代表絕對性、超越性的有；而bhāva，源於動詞bhū，是動態、相對的有。佐佐木現順也以靜態及動態來解釋這兩個字。
《中論》曾以這兩個字來進行討論。

## 分類

### 二種有
實物有，與施設有。

### 三種有
相待有，和合有，時分有。

### 五種有
名有，實有，假有，和合有，相待有。

## 外部連結
- 周含柔〈《淨明句論》第十三品「行」（saṃskāra）的考察〉 （页面存档备份，存于）
- 林建德〈《中論》有無觀之哲學詮解〉 （页面存档备份，存于）